# Kazenga LuaLua
Kazenga LuaLua (født 10. december 1990) er en congolansk fodboldspiller, der spiller wing, for klubben Brighton Hove And Albion.